# Дибук (фільм)
Диббук — польська фантастична драма на ідиш 1937 року режисера Міхала Вашинського.

## Опис фільму
Диббук, або між двома світами — п'єса С. Анського 1914 року, яка розповідає про молоду наречену, одержиму диббуком — злісним духом, який вважається вивихнутою душею померлої людини — напередодні її весілля. «Діббук» вважається основною п'єсою в історії єврейського театру і відіграв важливу роль у розвитку театру ідиш на теренах Ізраїлю. Вистава була заснована на багаторічному дослідженні Анського, який подорожував між єврейськими шетлями в Росії та Україні, документуючи народні вірування.
У фільмі знялася Лілі Ліліана в ролі Лії, Леон Лібгольд у ролі Ханнана (Ченнон, в англомовних субтитрах) та Абраган Моревський як рабин Азраель бен Ходос. Фільм демонструє тісну дружбу Сендера та Ніснай. Окрім мови самого фільму, ця картина відзначена серед істориків вражаючою сценою весілля Лії, яка знята в стилі німецького експресіонізму. Фільм вважається одним із найкращих на мові ідиш. Зйомки фільму «Диббук» відбувалися в Казімєж-Дольному, Польща, та на кіностудії «Фенікс» у Варшаві.

## Сюжет
Двоє найкращих друзів, Нісан і Сендер клянуться, що діти, яких очікують їх дружини, врешті-решт одружаться, проти поради таємничого та зловісного мандрівника, який застерігає від прив'язки майбутніх поколінь. Дружина Сендера помирає, народжуючи їхню дочку Лею, а Нісан тоне в штормі в той момент, коли його дружина народжує сина Чанан. Сендер стає багатим, але скупим рабином у штетлі Брітніц, і одного разу Чанан приїжджає туди як бідний студент єшиви. Оскільки обидва чоловіки не знають про свій зв'язок, Сендер пропонує Чаннан гостинність. Леа і Чанан закохуються, але, знаючи, що Сендер не погодиться на шлюб через його нестаток, Чанан нав'язливо вивчає Каббалу і намагається практикувати магію, щоб поліпшити своє становище. Почувши, що Сендер домовився про шлюб Леї з сином багатого чоловіка, він закликає Сатану допомогти йому. Він вражений, але повертається як діббук, неспокійний дух, який володіє Леа. Церемонія відкладається, і Сендер закликає допомогти Езеріеля, мудрого і могутнього рабина в сусідньому Мірополі (Миропіль). Езеріель виганяє діббука, але Леа пропонує свою душу Чанан і вмирає, коли таємничий незнайомець задуває свічку.

## Актори
- Абрагам Моревський в ролі рабина Езер'єла бен Ходоса
- Леон Лібгольд у ролі Ханан бен Нісана
- Діна Гальперн у ролі тітки Фрейд
- М. Мессінгер у ролі Меназе, майбутнього нареченого
- Самуель Бронецький (у титрах: С. Бронецький) як Нахман, батько Менаше
- Джудіт Берг у ролі танцівниці